# L'École du charme
Pour plus de détails, voir Fiche technique et Distribution.
L'École du charme (The Charm School) est un film muet américain réalisé par James Cruze et sorti en 1921. C'est une adaptation d'une pièce de théâtre de Broadway de 1920 et d'un roman d'Alice Duer Miller.

## Synopsis
Dustin Bevans, un dynamique vendeur de voitures, se retrouve soudain héritier de l'école pour filles Bevans. Comme Austin estime qu'acquérir la grâce et le charme est plus important pour une jeune fille que l'acquisition de connaissances, les cours académiques sont abandonnés et une école de charme prend forme. Il se soumet aux charmes d'Elsie, une élève de l'école, dont le grand-père le prend à son service après qu'un testament nouvellement découvert le dépossède de l'école.

## Fiche technique
- Titre original : The Charm School
- Réalisation : James Cruze
- Scénario : Thomas J. Geraghty
- Producteurs : Adolph Zukor, Jesse Lasky
- Photographie : Charles Edgar Schoenbaum
- Genre : Comédie[2]
- Distributeur : Paramount Pictures
- Durée : 5 bobines[3]
- Date de sortie : 
  - États-Unis : janvier 2021

## Distribution

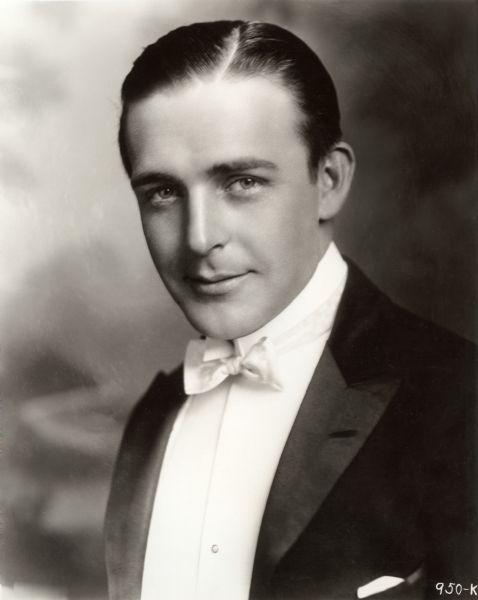
Wallace Reid

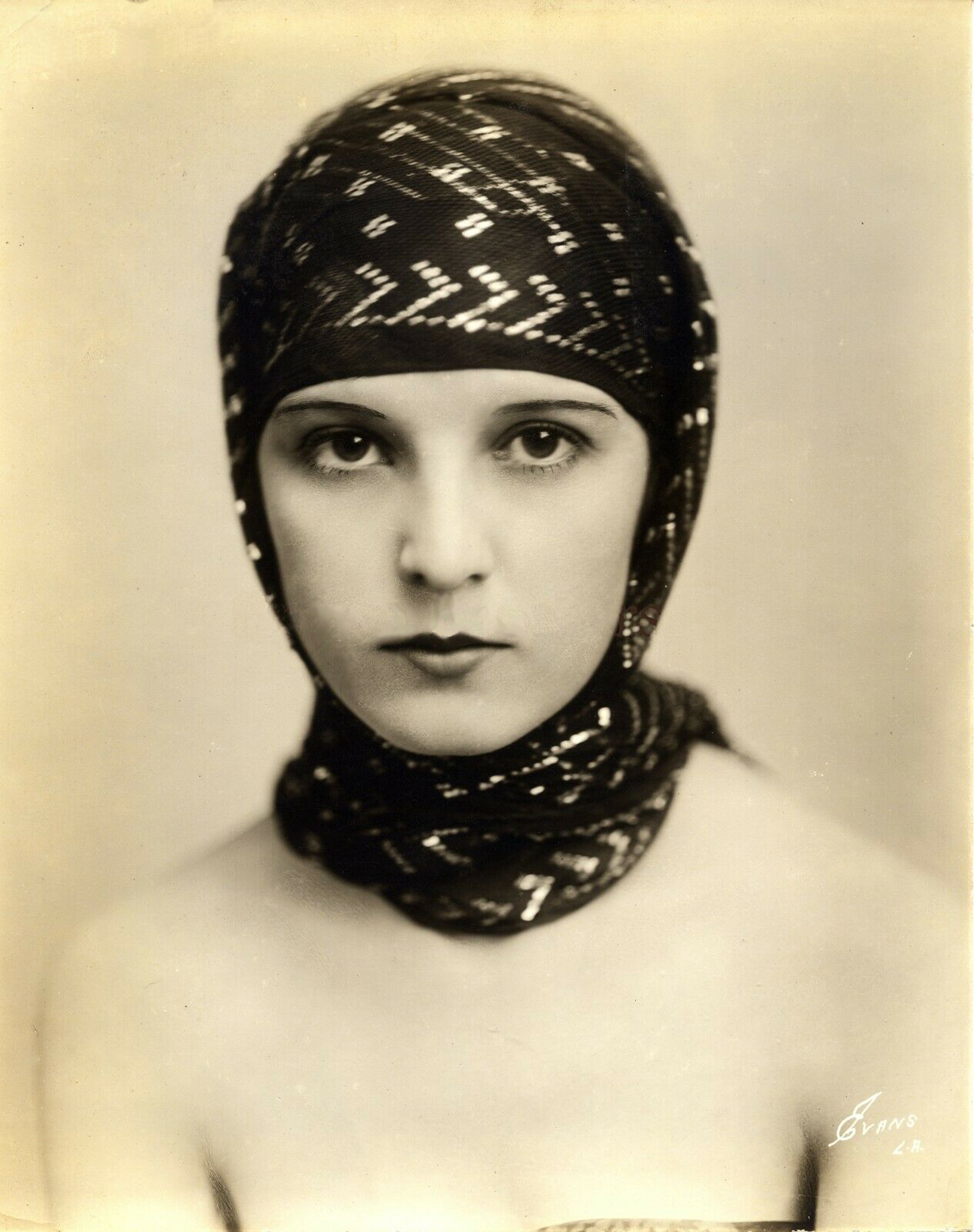
Beulah Bains

- Wallace Reid : Austin Bevans
- Lila Lee : Elsie
- Adele Farrington : Mrs. Rolles
- Beulah Bains : Susie Rolles
- Edwin Stevens : Homer Johns
- Grace Morse : Miss Hayes
- Patricia Magee : Sally Boyd
- Lincoln Stedman : George Boyd
- Kate Toncray : Miss Curtis
- Minna Redman : Miss Tevis
- Snitz Edwards : Mr. Boyd
- Helen Pillsbury : Mrs. Boyd
- Tina Marshall : Europia